# Zeichengerät

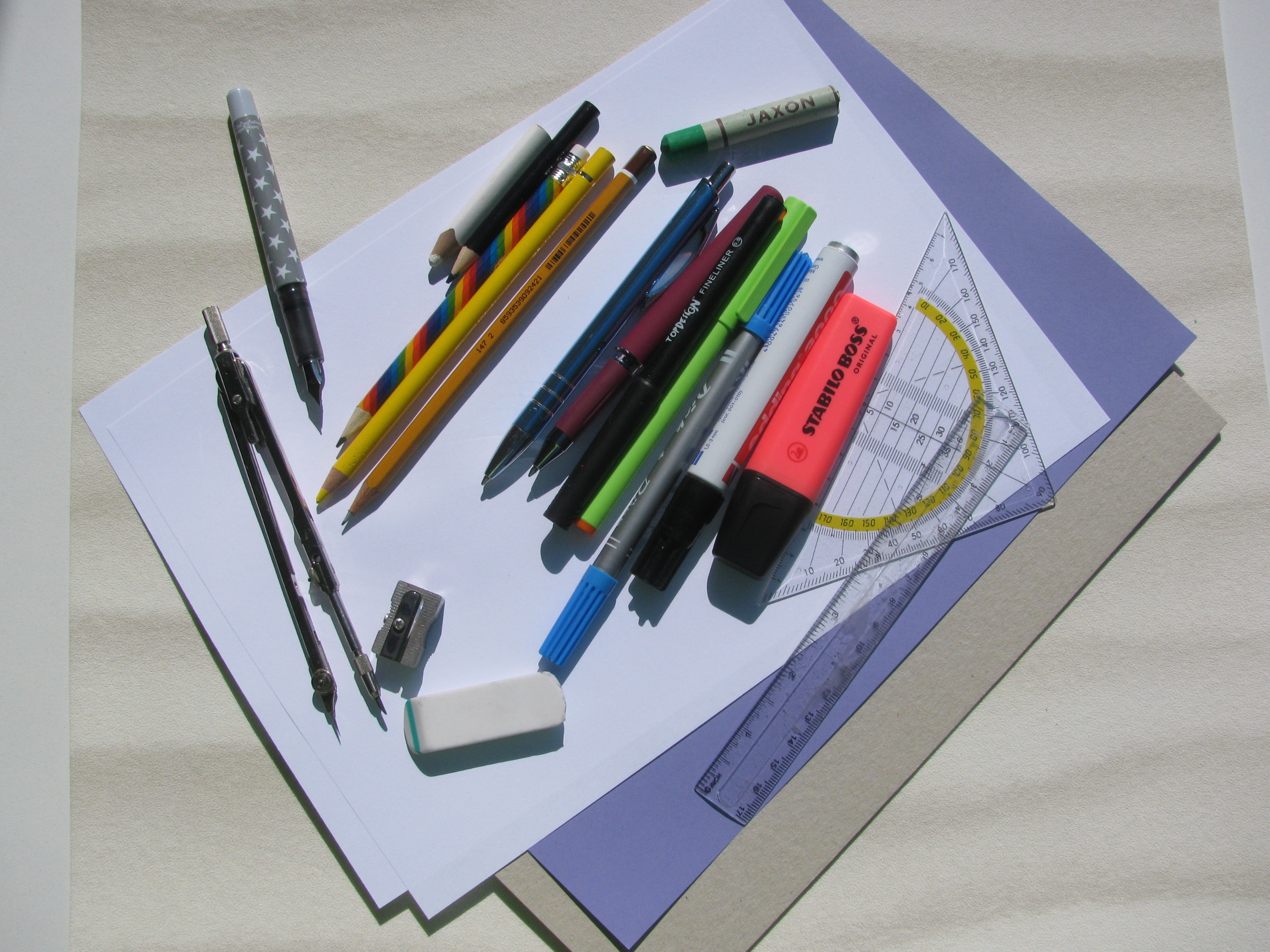
Verschiedene Zeichengeräte

Das Zeichengerät (auch Zeichenwerkzeug, Zeichenutensil, englisch Drawing Tool, Pen Tool) dient der Realisierung einer  künstlerischen (freie Zeichnung, Handzeichnung) oder technischen Zeichnung. Es findet Verwendung in den Bereichen Architektur, bildende Kunst, Büro, Handwerk, Industrie und Werbung. Das Basiswerkzeug ist der Bleistift verschiedener Härtegrade. 

## Zeichenmittel
Bei den Zeichenmitteln unterscheidet man trockene, selbst zeichnende und flüssige, zu übertragende Mittel. Zur ersten Gruppe gehören alle Stifte wie Aquarellstift, Bleistift, Buntstift, mechanischer Druckbleistift, Graphitstift, Kreide, Pastellkreide, Rötel, Silberstift, Wachsmalkreide oder Zeichenkohle. Zur zweiten Gruppe zählen Tinte, Tusche und Künstlermalfarbe wie Aquarell-, Deck- oder Wasserfarbe, die mit Feder, Filzstift, Fineliner, Füllfederhalter, Gelschreiber, Marker, Ölkreide, Pinsel oder Kugelschreiber als übertragendes Zeichenwerkzeug auf den Zeichengrund aufgetragen werden. Eine dritte Gruppe bilden ritzende Zeichenmittel wie Schabemesser, Radiernadel, Holzschabegriffel oder andere spitze Gegenständen, die in Ritzzeichnungen oder Gravuren auf Elfenbein, Fels, Glas, Horn, Knochen, Metall, Walzahn oder speziellem Schabekarton (Rubbelkarton, Kratzkarton, englisch Scraperboard) Verwendung finden.

## Weitere Zeichengeräte
Weitere Zeichengeräte sind Fixativspray, Geodreieck, Kurvenlineal, Lineal, Radiergummi, Radierschablone, Reißzeug, Reißbrett, Schablone, Spitzer, Stempel, Storchschnabel, Trichterfeder, Winkelmesser, Zeichenbesen, Zeichenbrett, Zeichentisch, Zeichenunterlage, Ziehfeder oder Zirkel. Auch Pantografen werden als Zeichengerät bezeichnet, größere Geräte wie der Koordinatograf hingegen als Zeichenmaschine. Moderne Zeichnungen werden mittels Grafikprogrammen, technische Zeichnungen mit CAD-Systemen erstellt.

## Zeichengrund
Als Zeichengrund (Zeichenfläche, Zeichenuntergrund, Bildträger) dient im allgemeinen Papier von verschiedener Stärke, Färbung, Oberflächenbeschaffenheit und Saugfähigkeit. Daneben lässt sich auf Folie, Holz, Karton, Leinwand, Metall, Papyrus, Pauspapier, Pergament, Schieferplatte, Stein, Skizzenbuch, Zeichenblock oder auf einen Computer-Bildschirm zeichnen.

## Galerie

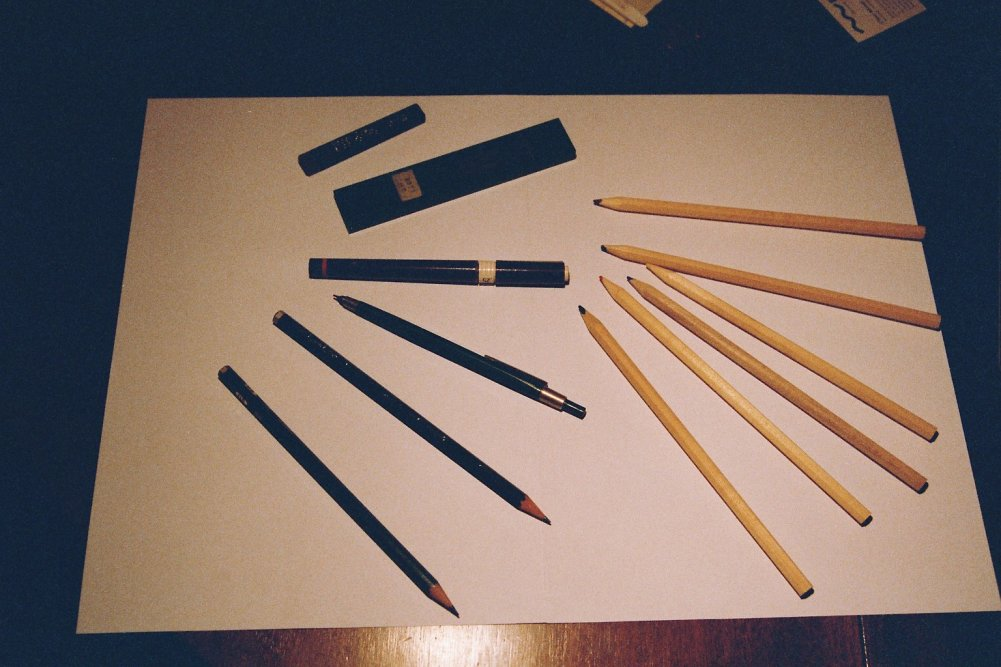
Diverse Zeichenstifte
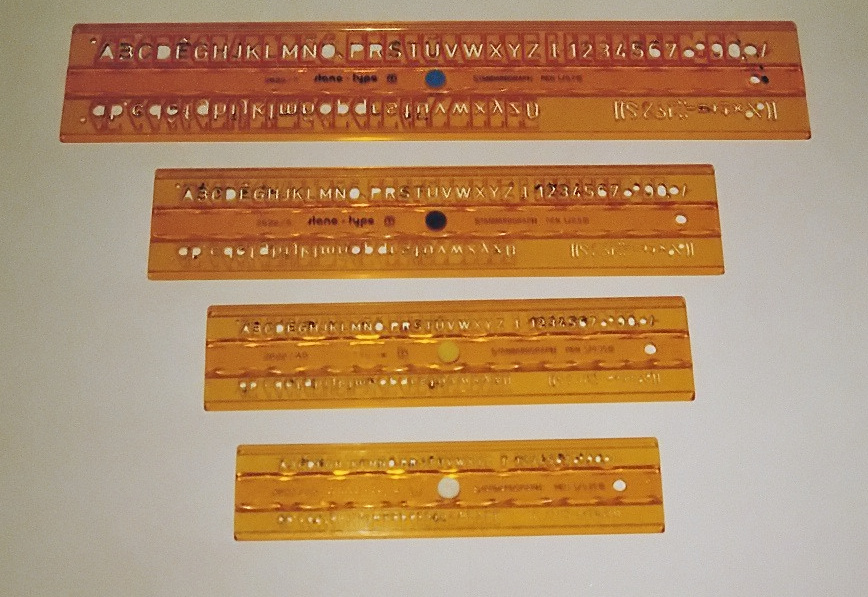
Schriftschablonen
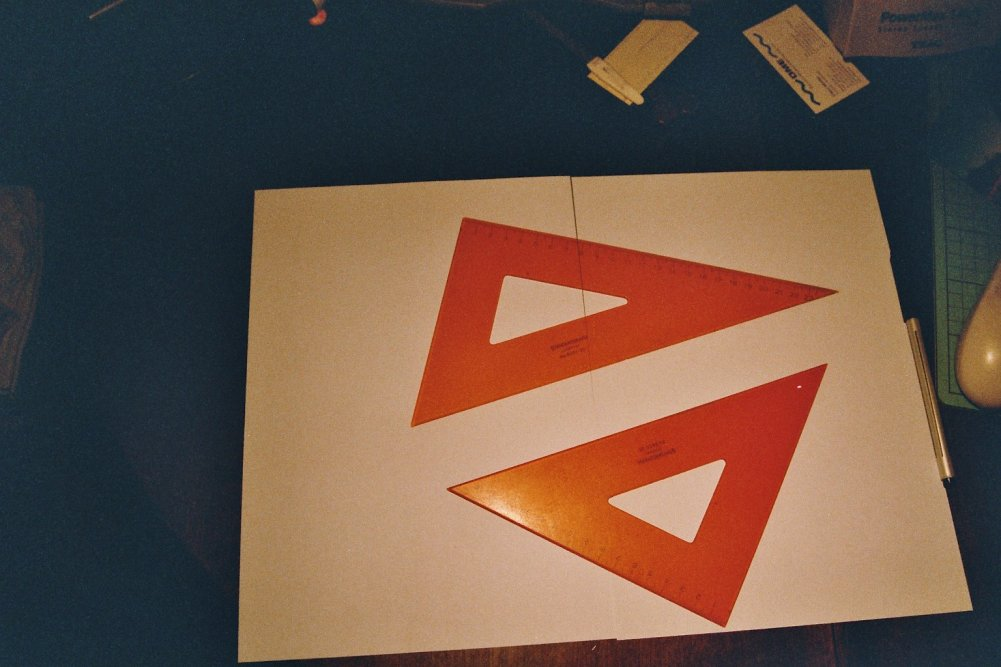
Geodreiecke
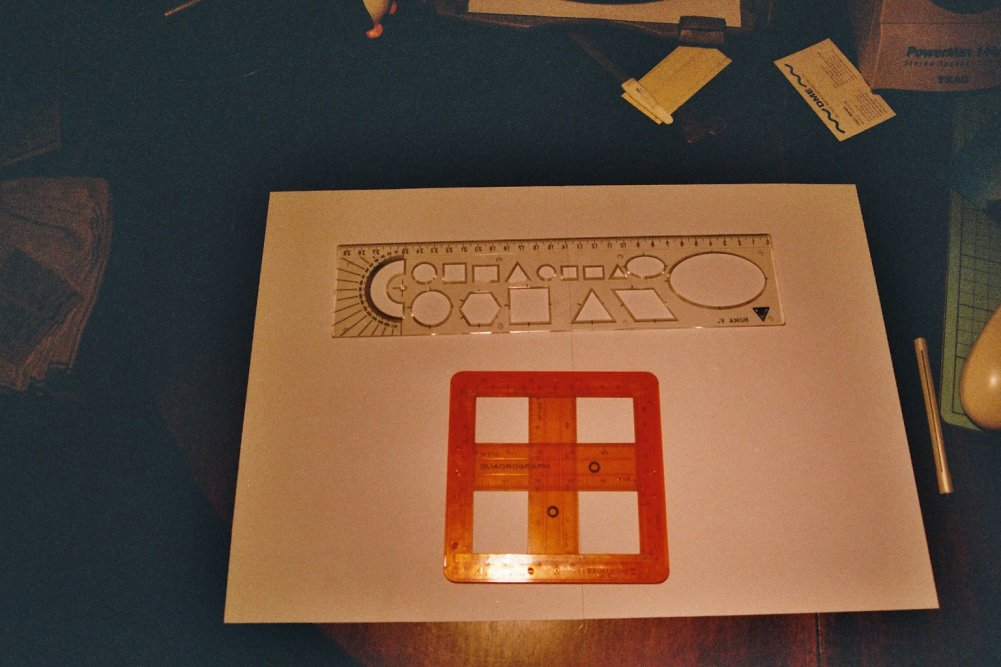
Lineale
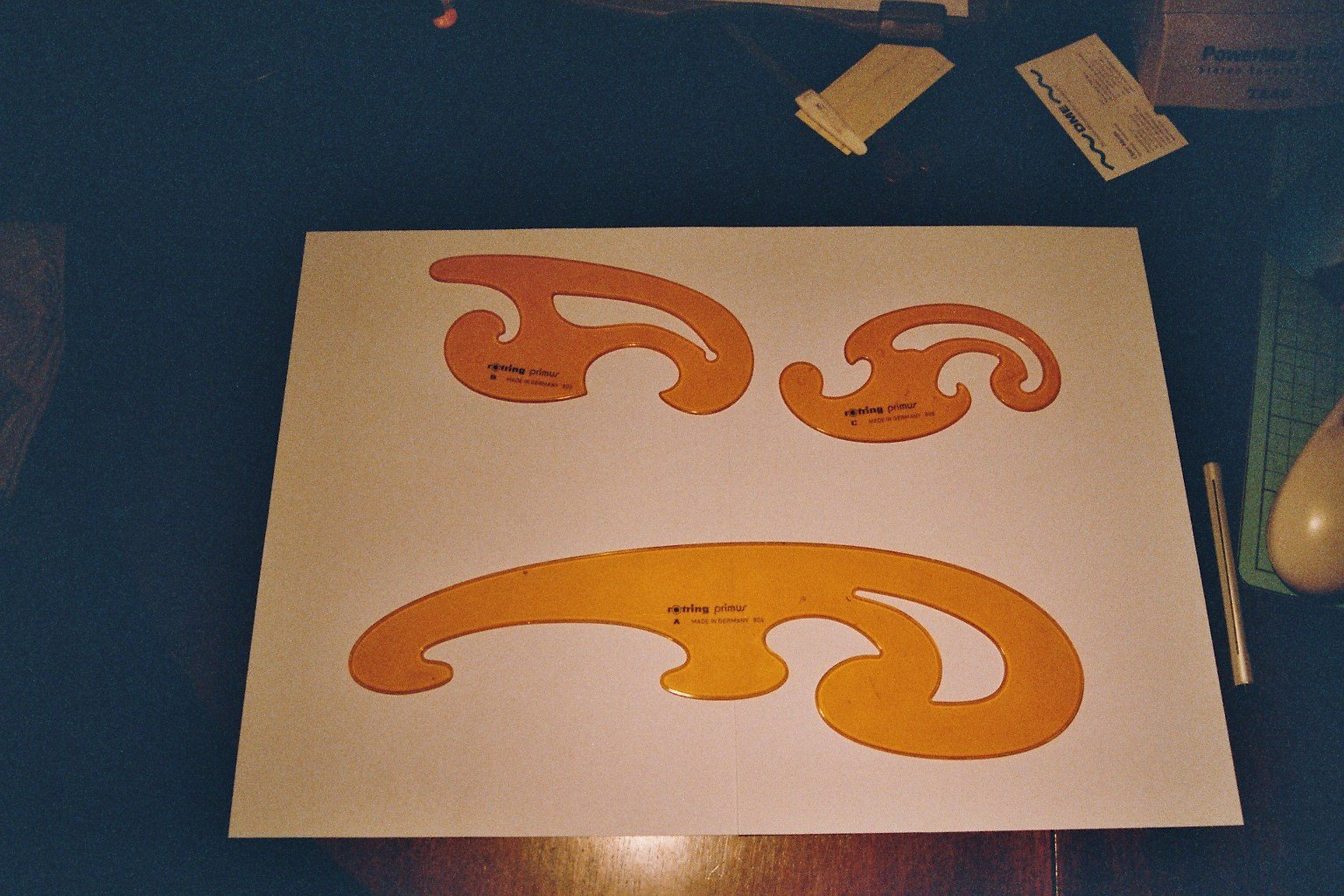
Kurvenlineale
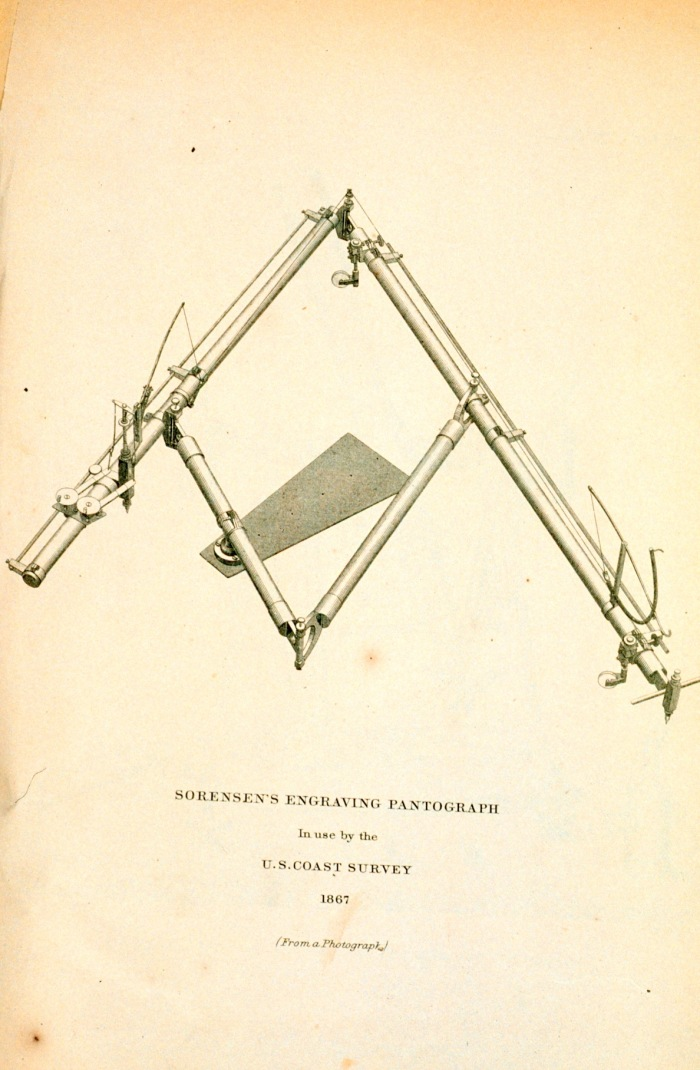
Pantograf
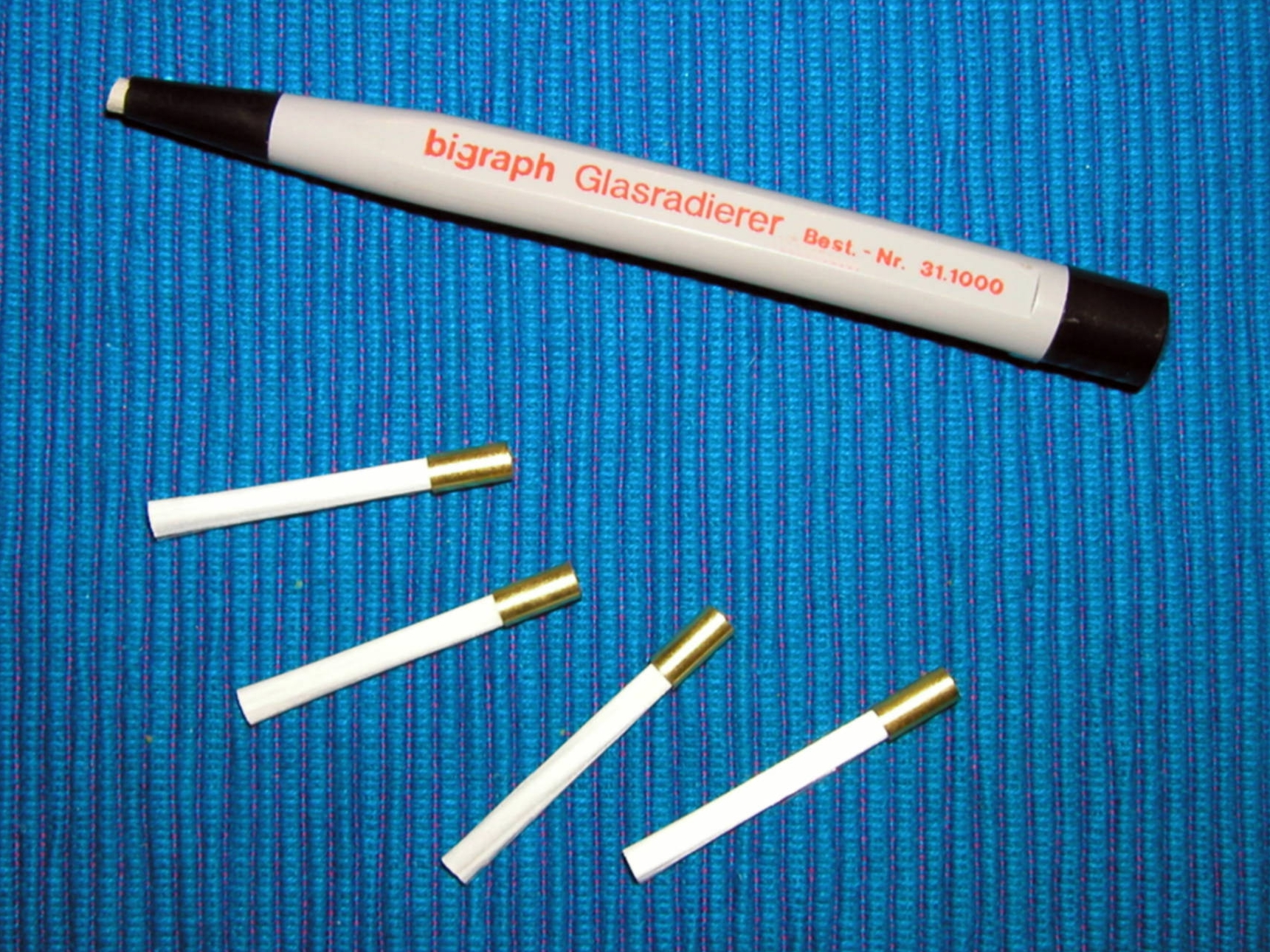
Glasfaserradierer
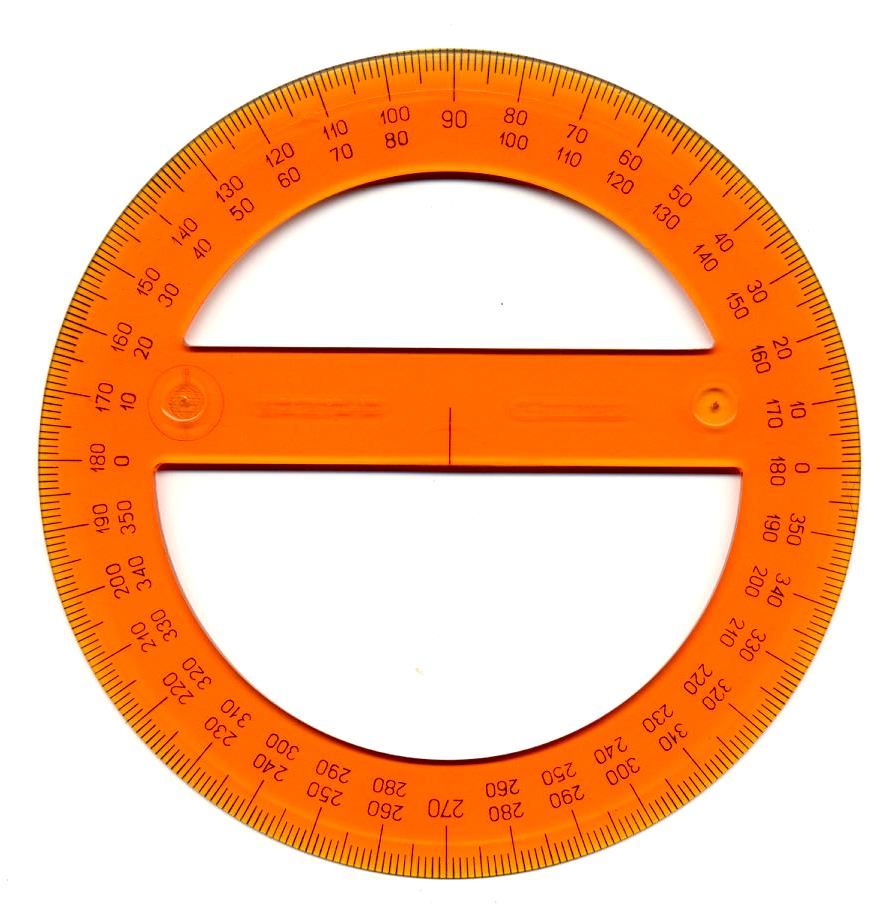
Winkelmesser